# اليوم الدولي للعمل البرلماني
اليوم الدولي للعمل البرلماني (بالإنجليزية: International Day of Parliamentarism)‏ هو حدث للأمم المتحدة، يُقام في 30 يونيو من كل عام، وهو ذكرى تأسيس الاتحاد البرلماني الدولي سنة 1889، وأقرته الجمعية العامة للأمم المتحدة في 22 مايو 2018، بهدف الاعتراف بدور ومسؤولية البرلمانات في الشفافية والمساءلة ومراقبة الحكومات، وكذلك تعزيز الديمقراطية.

## وصلات خارجية
- الموقع الرسمي.